# Ракетный удар по Кривому Рогу 31 июля 2023 года
31 июля 2023 года около 9 часов утра по местному времени российские войска в ходе вторжения на Украину нанесли очередной ракетный удар по Кривому Рогу. В результате были убиты 6 человек и ранены 81.

## Ход событий

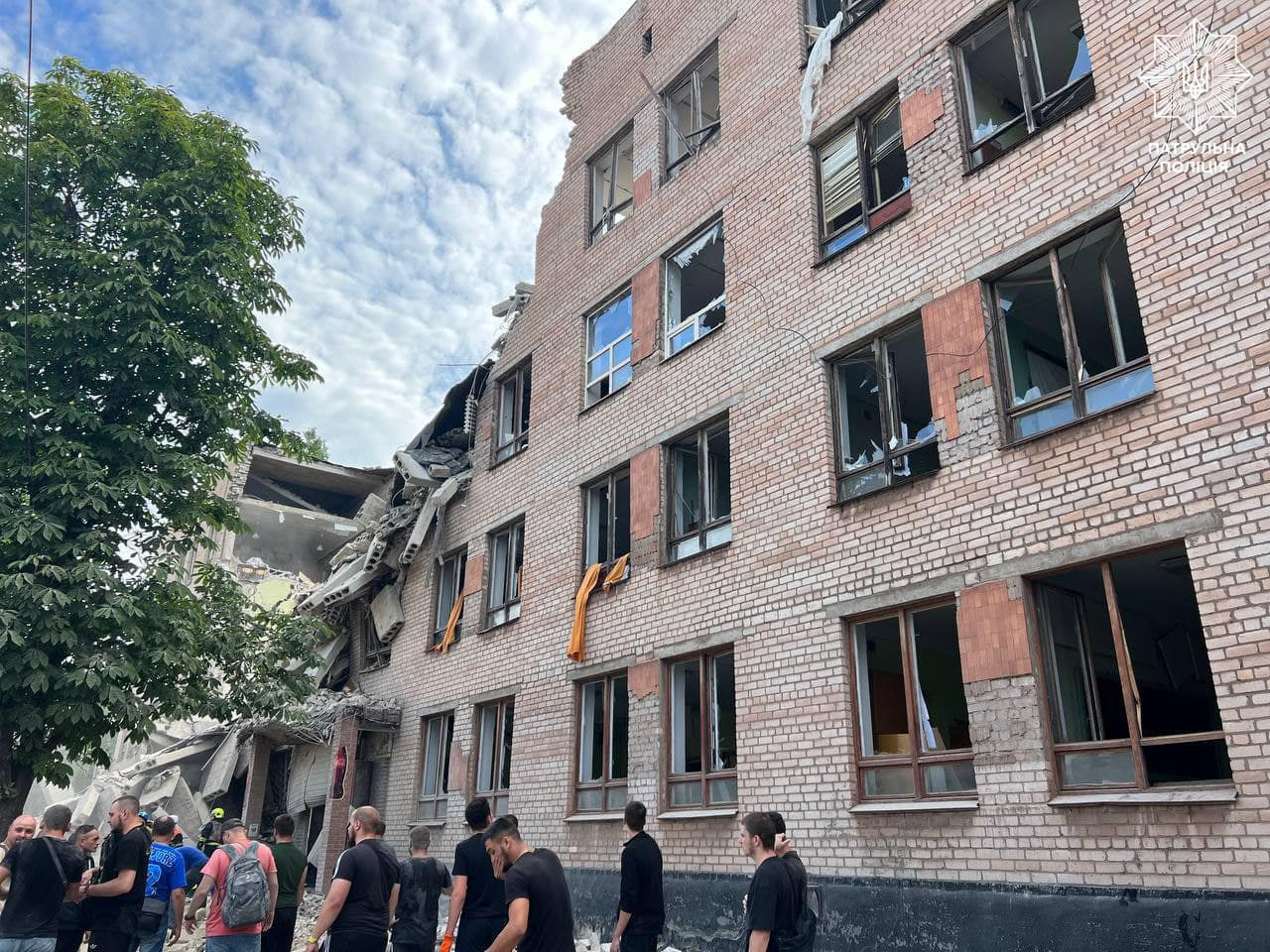
Пострадавшее здание техникума

31 июля 2023 года около 9 часов утра российские силы нанесли два удара баллистическими ракетами «Искандер» по Кривому Рогу. Взрывы раздались до объявления воздушной тревоги.
Одна из ракет попала в четырёхэтажное здание техникума, вторая — в жилой девятиэтажный дом, уничтожив секцию подъезда с четвертого по девятый этаж. Возник пожар. Взрывной волной были повреждены соседние здания.
Всего в результате этих двух ударов погибло 6 человек, 81 человек получил ранения (более 20 из которых госпитализированы). Среди погибших была женщина и её десятилетняя дочь. Минимум двое человек были госпитализированы в тяжелом состоянии. 
По словам президента Украины Владимира Зеленского, ракеты были запущены с территории аннексированного Крыма в районе Джанкоя.
Следующий день был объявлен в Кривом Роге днём траура.
В августе 2024 года начались работы по демонтажу разрушенной многоэтажки.

## Реакция
Президент Украины Владимир Зеленский заявил: «Последние дни враг упорно бьет по городам, по центрам городов. Обстреливает гражданские объекты и жилье. Но этот террор нас не испугает и не сломает. Работаем и спасаем наших людей». 
Россия не делала заявлений по поводу этого удара. 